# Kamer van volksvertegenwoordigers (samenstelling 1965-1968)
De lijst van leden van de Belgische Kamer van volksvertegenwoordigers van 1965 tot 1968. De Kamer van volksvertegenwoordigers telde toen nog 212 leden.  Het nationale kiesstelsel was in die periode gebaseerd op algemeen enkelvoudig stemrecht voor alle Belgen van 21 jaar en ouder, volgens een systeem van evenredige vertegenwoordiging op basis van de Methode-D'Hondt, gecombineerd met een districtenstelsel.
De 39ste legislatuur van de Kamer van volksvertegenwoordigers liep van 10 juni 1965 tot 28 februari 1968 en volgde uit de verkiezingen van 23 mei 1965.
Tijdens deze legislatuur waren achtereenvolgens de regering-Harmel (juli 1965 - maart 1966) en de regering-Vanden Boeynants I (maart 1966 - juli 1968) in functie. De regering-Harmel steunde op een meerderheid van christendemocraten (CVP-PSC) en socialisten (BSP-PSB), de regering-Vanden Boeynants I op een meerderheid van christendemocraten (CVP-PSC) en liberalen (PVV-PLP). De oppositie bestond uit PVV-PLP (tot maart 1966), BSP-PSB (vanaf maart 1966), Volksunie, FDF, KPB-PCB, UGS, FW en PWT. Het FW en PWT fuseerden in juni 1965 tot de PW.

## Zittingen
In de 39ste zittingsperiode (1965-1968) vonden vier zittingen plaats. Van rechtswege kwamen de Kamers ieder jaar bijeen op de tweede dinsdag van november.
| Zitting               | Opening          | Sluiting        |
| --------------------- | ---------------- | --------------- |
| buitengewone zitting  | 10 juni 1965     | 4 november 1965 |
| 2de zitting 1965-1966 | 9 november 1965  | 3 november 1966 |
| 3de zitting 1966-1967 | 8 november 1966  | 9 november 1967 |
| 4de zitting 1967-1968 | 14 november 1967 | 1 maart 1968    |

## Samenstelling
| Begin legislatuur (1965) | Begin legislatuur (1965) | Begin legislatuur (1965) | Einde legislatuur (1968) | Einde legislatuur (1968) | Einde legislatuur (1968) |
| Fractie                  | Fractie                  | Zetels                   | Fractie                  | Fractie                  | Zetels                   |
| ------------------------ | ------------------------ | ------------------------ | ------------------------ | ------------------------ | ------------------------ |
|                          | CVP-PSC                  | 76                       |                          | CVP-PSC                  | 76                       |
|                          | BSP-PSB                  | 65                       |                          | BSP-PSB                  | 65                       |
|                          | PVV-PLP                  | 48                       |                          | PVV-PLP                  | 48                       |
|                          | Volksunie                | 12                       |                          | Volksunie                | 12                       |
|                          | KPB-PCB                  | 5                        |                          | KPB-PCB                  | 5                        |
|                          | FDF                      | 3                        |                          | FDF                      | 3                        |
|                          | Front Wallon             | 1                        |                          | Parti Wallon             | 2                        |
|                          | PWT                      | 1                        |                          | UGS                      | 1                        |
|                          | UGS                      | 1                        |                          |                          |                          |

Wijzigingen in fractiesamenstelling:
- In 1965 fuseren Front Wallon en PWT tot de Parti Wallon.

## Lijst van de volksvertegenwoordigers
| Volksvertegenwoordiger         | Partij       | Kieskring                 | Opmerkingen |
| ------------------------------ | ------------ | ------------------------- | --- |
| Leo Delwaide                   | CVP-PSC      | Antwerpen                 | |
| Jozef Posson                   | CVP-PSC      | Antwerpen                 | |
| Leo Tindemans                  | CVP-PSC      | Antwerpen                 | |
| Maria Verlackt-Gevaert         | CVP-PSC      | Antwerpen                 | Secretaris vanaf 30 juli 1965. |
| Karel Blanckaert               | CVP-PSC      | Antwerpen                 | |
| Louis Kiebooms                 | CVP-PSC      | Antwerpen                 | |
| Eugeen Donse                   | CVP-PSC      | Antwerpen                 | |
| Louis Major                    | BSP-PSB      | Antwerpen                 | Voorzitter van de commissie Sociale Voorzorg. |
| Jos Van Eynde                  | BSP-PSB      | Antwerpen                 | |
| Lode Craeybeckx                | BSP-PSB      | Antwerpen                 | |
| Frans Detiège                  | BSP-PSB      | Antwerpen                 | Voorzitter van de commissie Economische Zaken en Energie. |
| Mathilde Schroyens             | BSP-PSB      | Antwerpen                 | |
| Frans Christiaenssens          | BSP-PSB      | Antwerpen                 | |
| Frans Grootjans                | PVV-PLP      | Antwerpen                 | Secretaris tot 19 maart 1966. |
| Ferdinand Boey                 | PVV-PLP      | Antwerpen                 | Secretaris vanaf 6 april 1966. |
| George Van Lidth de Jeude      | PVV-PLP      | Antwerpen                 | |
| Frans Van der Elst             | Volksunie    | Antwerpen                 | Voorzitter van de Volksunie-fractie. |
| Reimond Mattheyssens           | Volksunie    | Antwerpen                 | |
| Hugo Schiltz                   | Volksunie    | Antwerpen                 | |
| Hector Goemans                 | Volksunie    | Antwerpen                 | |
| Emiel Van Hamme                | CVP-PSC      | Mechelen                  | |
| Jos De Saeger                  | CVP-PSC      | Mechelen                  | |
| Michel Van Dessel              | CVP-PSC      | Mechelen                  | |
| Désiré Van Daele               | BSP-PSB      | Mechelen                  | Vervangt vanaf 7 juni 1967 de overleden Antoon Spinoy. |
| Jan Van Winghe                 | BSP-PSB      | Mechelen                  | |
| Frans De Weert                 | PVV-PLP      | Mechelen                  | |
| Frans Van Mechelen             | CVP-PSC      | Turnhout                  | |
| Renaat Peeters                 | CVP-PSC      | Turnhout                  | |
| Francis Tanghe                 | CVP-PSC      | Turnhout                  | |
| Kamiel Berghmans               | CVP-PSC      | Turnhout                  | |
| Josse Van Heupen               | BSP-PSB      | Turnhout                  | |
| Jozef Cools                    | BSP-PSB      | Turnhout                  | |
| Paul De Clercq                 | PVV-PLP      | Turnhout                  | |
| Paul Vanden Boeynants          | CVP-PSC      | Brussel                   | |
| Marguerite De Riemaecker-Legot | CVP-PSC      | Brussel                   | Secretaris tot 28 juli 1965. |
| Raymond Scheyven               | CVP-PSC      | Brussel                   | Ondervoorzitter en voorzitter van de commissie Europese Zaken. |
| Arthur Gilson                  | CVP-PSC      | Brussel                   | |
| Renaat Van Elslande            | CVP-PSC      | Brussel                   | Tot 19 maart 1966 voorzitter van de commissie Nationale Opvoeding en Cultuur. |
| Antoine Saintraint             | CVP-PSC      | Brussel                   | |
| André Saint-Rémy               | CVP-PSC      | Brussel                   | Voorzitter van de commissie Middenstand. |
| Leo Lindemans                  | CVP-PSC      | Brussel                   | |
| Jeanne Vanderveken-Van De Plas | BSP-PSB      | Brussel                   | Vervangt vanaf 18 oktober 1966 Paul-Henri Spaak, die voorzitter van het Nationaal Centrum voor Ontwikkelingssamenwerking wordt.                                                                                            |
| Henri Simonet                  | BSP-PSB      | Brussel                   | Vervangt vanaf 7 juni 1966 de overleden Joseph Bracops. |
| Guy Cudell                     | BSP-PSB      | Brussel                   | Voorzitter van de commissie Landsverdediging. |
| Frans Gelders                  | BSP-PSB      | Brussel                   | Quaestor. |
| Hendrik Fayat                  | BSP-PSB      | Brussel                   | |
| Hervé Brouhon                  | BSP-PSB      | Brussel                   | |
| Victor Larock                  | BSP-PSB      | Brussel                   | Voorzitter van de BSP-PSB-fractie vanaf 29 juli 1965. |
| Lucien Radoux                  | BSP-PSB      | Brussel                   | |
| Marc-Antoine Pierson           | BSP-PSB      | Brussel                   | Voorzitter van de BSP-PSB-fractie tot 28 juli 1965. |
| Jacques Van Offelen            | PVV-PLP      | Brussel                   | |
| Georges Mundeleer              | PVV-PLP      | Brussel                   | Secretaris. |
| Marcel Piron                   | PVV-PLP      | Brussel                   | Voorzitter van de PVV-PLP-fractie vanaf 24 maart 1966. |
| August De Winter               | PVV-PLP      | Brussel                   | |
| Jean-Marie Evrard              | PVV-PLP      | Brussel                   | |
| Paul Delforge                  | PVV-PLP      | Brussel                   | Voorzitter van de commissie Algemene Zaken en Openbaar Ambt. |
| Roland Gillet                  | PVV-PLP      | Brussel                   | |
| Louis Cantillon                | PVV-PLP      | Brussel                   | |
| Désiré Mergam                  | PVV-PLP      | Brussel                   | |
| Albert Demuyter                | PVV-PLP      | Brussel                   | |
| Alexandre Corbeau              | PVV-PLP      | Brussel                   | |
| Vic Anciaux                    | Volksunie    | Brussel                   | |
| Léon Defosset                  | FDF          | Brussel                   | Voorzitter van de FDF-fractie. |
| Victor Laloux                  | FDF          | Brussel                   | |
| Jean Boon                      | FDF          | Brussel                   | |
| Pierre Le Grève                | UGS          | Brussel                   | |
| Godelieve Devos                | CVP-PSC      | Leuven                    | |
| Fernand Hermans                | CVP-PSC      | Leuven                    | Quaestor. |
| Jaak Henckens                  | CVP-PSC      | Leuven                    | |
| Paul Devlies                   | CVP-PSC      | Leuven                    | |
| Alfons Vranckx                 | BSP-PSB      | Leuven                    | |
| Henri Boel                     | BSP-PSB      | Leuven                    | |
| Paul Kronacker                 | PVV-PLP      | Leuven                    | |
| Georges Sprockeels             | PVV-PLP      | Leuven                    | |
| Léon Delhache                  | CVP-PSC      | Nijvel                    | |
| Jules Bary                     | BSP-PSB      | Nijvel                    | |
| Auguste Baccus                 | BSP-PSB      | Nijvel                    | |
| Robert Fernand Hulet           | PVV-PLP      | Nijvel                    | |
| Jean-Claude Ciselet            | PVV-PLP      | Nijvel                    | |
| Gerard Eneman                  | CVP-PSC      | Brugge                    | |
| Alfons De Nolf                 | CVP-PSC      | Brugge                    | |
| Achiel Van Acker               | BSP-PSB      | Brugge                    | Parlementsvoorzitter en voorzitter van de commissie Buitenlandse Zaken. |
| Albert Claes                   | PVV-PLP      | Brugge                    | |
| Pieter Leys                    | Volksunie    | Brugge                    | |
| Leopold Verhenne               | CVP-PSC      | Kortrijk                  | |
| André Dequae                   | CVP-PSC      | Kortrijk                  | Ondervoorzitter vanaf 30 juli 1965 en voorzitter van de commissie Openbare Werken. |
| Albert Lavens                  | CVP-PSC      | Kortrijk                  | Vervangt vanaf 10 juni 1965 Marcel Coucke, die provinciaal senator in de Belgische Senaat wordt. |
| Jules Mathys                   | BSP-PSB      | Kortrijk                  | |
| Marcel Vandenhove              | BSP-PSB      | Kortrijk                  | |
| André Kempinaire               | PVV-PLP      | Kortrijk                  | |
| Dries Claeys                   | CVP-PSC      | Veurne-Diksmuide-Oostende | |
| Maurice Vandamme               | CVP-PSC      | Veurne-Diksmuide-Oostende | |
| John Lauwereins                | BSP-PSB      | Veurne-Diksmuide-Oostende | |
| Polydore-Gentiel Holvoet       | PVV-PLP      | Veurne-Diksmuide-Oostende | |
| Etienne Lootens-Stael          | Volksunie    | Veurne-Diksmuide-Oostende | |
| Albert De Gryse                | CVP-PSC      | Roeselare-Tielt           | Voorzitter van de commissie Justitie. |
| Honoraat Callebert             | CVP-PSC      | Roeselare-Tielt           | |
| Robert Gheysen                 | CVP-PSC      | Roeselare-Tielt           | |
| Gustaaf Nyffels                | BSP-PSB      | Roeselare-Tielt           | |
| Mik Babylon                    | Volksunie    | Roeselare-Tielt           | |
| Fernand Lefère                 | CVP-PSC      | Ieper                     | Voorzitter van de CVP-PSC-fractie. |
| Gustave Breyne                 | BSP-PSB      | Ieper                     | |
| Roger Otte                     | CVP-PSC      | Aalst                     | |
| Ludovic Moyersoen              | CVP-PSC      | Aalst                     | Ondervoorzitter tot 28 juli 1965, een functie die Moyersoen opnieuw uitoefende vanaf 6 april 1966. Vanaf 6 april 1966 was Moyersoen tevens voorzitter van de commissie Verkeerswezen, Posterijen, Telegrafie en Telefonie. |
| Albert Van Hoorick             | BSP-PSB      | Aalst                     | |
| Louis D'haeseleer              | PVV-PLP      | Aalst                     | Quaestor. |
| Louis Waltniel                 | PVV-PLP      | Aalst                     | |
| Richard Van Leemputten         | Volksunie    | Aalst                     | |
| Jan Verroken                   | CVP-PSC      | Oudenaarde                | |
| Marcel Vanderhaegen            | BSP-PSB      | Oudenaarde                | |
| Liban Martens                  | PVV-PLP      | Oudenaarde                | |
| Placide De Paepe               | CVP-PSC      | Gent-Eeklo                | Tot 19 maart 1966 ondervoorzitter en voorzitter van de commissie Verkeerswezen, Posterijen, Telegrafie en Telefonie. |
| Théo Lefèvre                   | CVP-PSC      | Gent-Eeklo                | |
| Adhémar d'Alcantara            | CVP-PSC      | Gent-Eeklo                | |
| Maurice Van Herreweghe         | CVP-PSC      | Gent-Eeklo                | |
| Maurice Dewulf                 | CVP-PSC      | Gent-Eeklo                | |
| Aimé Foncke                    | CVP-PSC      | Gent-Eeklo                | |
| Edward Anseele jr.             | BSP-PSB      | Gent-Eeklo                | |
| Amédée De Keuleneir            | BSP-PSB      | Gent-Eeklo                | |
| Livien Danschutter             | BSP-PSB      | Gent-Eeklo                | |
| Willy De Clercq                | PVV-PLP      | Gent-Eeklo                | Voorzitter van de PVV-PLP-fractie van 5 oktober 1965 tot 19 maart 1966. |
| Jean Pede                      | PVV-PLP      | Gent-Eeklo                | |
| Leo Wouters                    | Volksunie    | Gent-Eeklo                | |
| Johannes Wannyn                | Volksunie    | Gent-Eeklo                | |
| Omer De Mey                    | CVP-PSC      | Sint-Niklaas              | |
| Emile Goeman                   | CVP-PSC      | Sint-Niklaas              | |
| Jozef Vercauteren              | BSP-PSB      | Sint-Niklaas              | Secretaris. |
| Maurits Coppieters             | Volksunie    | Sint-Niklaas              | |
| Marcel Duerinck                | CVP-PSC      | Dendermonde               | |
| Etienne Cooreman               | CVP-PSC      | Dendermonde               | |
| Gustave Boeykens               | BSP-PSB      | Dendermonde               | |
| Eugène Van Cauteren            | PVV-PLP      | Dendermonde               | |
| Fernand Devilers               | CVP-PSC      | Charleroi                 | |
| Alfred Califice                | CVP-PSC      | Charleroi                 | |
| Georges Bohy                   | BSP-PSB      | Charleroi                 | |
| Lucien Harmegnies              | BSP-PSB      | Charleroi                 | |
| Ernest Glinne                  | BSP-PSB      | Charleroi                 | |
| Raoul Hicguet                  | BSP-PSB      | Charleroi                 | Quaestor. |
| René De Cooman                 | BSP-PSB      | Charleroi                 | Voorzitter van de commissie Binnenlandse Zaken. |
| Clotaire Cornet                | PVV-PLP      | Charleroi                 | Ondervoorzitter en voorzitter van de commissie Volksgezondheid en Gezin. |
| Claude Hubaux                  | PVV-PLP      | Charleroi                 | |
| Georges Glineur                | KPB-PCB      | Charleroi                 | |
| Robert Moreau                  | Front Wallon | Charleroi                 | |
| Yves Urbain                    | CVP-PSC      | Bergen                    | |
| Leo Collard                    | BSP-PSB      | Bergen                    | |
| Roger Toubeau                  | BSP-PSB      | Bergen                    | |
| Arthur Nazé                    | BSP-PSB      | Bergen                    | |
| Léon Hannotte                  | PVV-PLP      | Bergen                    | |
| Marc Drumaux                   | KPB-PCB      | Bergen                    | Voorzitter van de KPB-PCB-fractie. |
| René Pêtre                     | CVP-PSC      | Zinnik                    | Voorzitter van de commissie Tewerkstelling en Arbeid. |
| Marcel Collart                 | BSP-PSB      | Zinnik                    | |
| Léon Hurez                     | BSP-PSB      | Zinnik                    | |
| Claude Lerouge                 | PVV-PLP      | Zinnik                    | |
| Gaston Juste                   | BSP-PSB      | Thuin                     | Secretaris. |
| Jules Herbage                  | PVV-PLP      | Thuin                     | |
| Simone Mabille-Leblanc         | PVV-PLP      | Thuin                     | |
| Pierre Wigny                   | CVP-PSC      | Doornik-Aat-Moeskroen     | |
| Robert Devos                   | CVP-PSC      | Doornik-Aat-Moeskroen     | |
| Henri Castel                   | BSP-PSB      | Doornik-Aat-Moeskroen     | |
| Marcel Demets                  | BSP-PSB      | Doornik-Aat-Moeskroen     | |
| René Lefebvre                  | PVV-PLP      | Doornik-Aat-Moeskroen     | Voorzitter van de PVV-PLP-fractie tot 5 oktober 1965. Lefebvre was tevens voorzitter van de commissie Landbouw. |
| Jean Picron                    | PVV-PLP      | Doornik-Aat-Moeskroen     | |
| André Delrue                   | KPB-PCB      | Doornik-Aat-Moeskroen     | |
| Eugène Charpentier             | CVP-PSC      | Hoei-Borgworm             | |
| Edmond Leburton                | BSP-PSB      | Hoei-Borgworm             | |
| Freddy Terwagne                | BSP-PSB      | Hoei-Borgworm             | |
| Lucien Gustin                  | PVV-PLP      | Hoei-Borgworm             | |
| Pierre Harmel                  | CVP-PSC      | Luik                      | |
| André Magnée                   | CVP-PSC      | Luik                      | |
| Joseph-Jean Merlot             | BSP-PSB      | Luik                      | Ondervoorzitter en voorzitter van de commissie Financiën. |
| André Cools                    | BSP-PSB      | Luik                      | |
| Antoine Sainte                 | BSP-PSB      | Luik                      | |
| Simon Paque                    | BSP-PSB      | Luik                      | |
| Paul Gruselin                  | BSP-PSB      | Luik                      | |
| Emile-Edgard Jeunehomme        | PVV-PLP      | Luik                      | |
| Jules Borsu                    | PVV-PLP      | Luik                      | |
| Jean Defraigne                 | PVV-PLP      | Luik                      | |
| Gérard Delruelle               | PVV-PLP      | Luik                      | |
| Ernest Burnelle                | KPB-PCB      | Luik                      | |
| Léon Timmermans                | KPB-PCB      | Luik                      | |
| François Perin                 | PWT          | Luik                      | |
| Albert Parisis                 | CVP-PSC      | Verviers                  | |
| Guillaume Schyns               | CVP-PSC      | Verviers                  | |
| Martin Boutet                  | BSP-PSB      | Verviers                  | |
| Germaine Copée-Gerbinet        | BSP-PSB      | Verviers                  | |
| Bruno Philippart               | PVV-PLP      | Verviers                  | |
| Alfred Bertrand                | CVP-PSC      | Hasselt                   | |
| Gerard Bijnens                 | CVP-PSC      | Hasselt                   | |
| Paul Meyers                    | CVP-PSC      | Hasselt                   | Voorzitter van de commissie Buitenlandse Handel en Technische Bijstand. |
| Tony Van Lindt                 | CVP-PSC      | Hasselt                   | |
| Edgard Vanthilt                | BSP-PSB      | Hasselt                   | |
| Eugène De Gent                 | PVV-PLP      | Hasselt                   | |
| Pieter Wirix                   | CVP-PSC      | Tongeren-Maaseik          | |
| Jozef Dupont                   | CVP-PSC      | Tongeren-Maaseik          | |
| Lambert Kelchtermans           | CVP-PSC      | Tongeren-Maaseik          | |
| Germaine Craeybeckx-Orij       | CVP-PSC      | Tongeren-Maaseik          | Vanaf 23 maart 1966 voorzitter van de commissie Nationale Opvoeding en Cultuur. |
| Frans Wijnen                   | CVP-PSC      | Tongeren-Maaseik          | |
| Walthère Thys                  | BSP-PSB      | Tongeren-Maaseik          | |
| Fernand Colla                  | PVV-PLP      | Tongeren-Maaseik          | |
| Camille Decker                 | CVP-PSC      | Aarlen-Marche-Bastenaken  | Quaestor. |
| Roger Lamers                   | BSP-PSB      | Aarlen-Marche-Bastenaken  | |
| Louis Olivier                  | PVV-PLP      | Aarlen-Marche-Bastenaken  | |
| Joseph Michel                  | CVP-PSC      | Neufchâteau-Virton        | |
| Gilbert Gribomont              | CVP-PSC      | Neufchâteau-Virton        | |
| Julien Ernest Allard           | CVP-PSC      | Dinant-Philippeville      | |
| Albert Grégoire                | BSP-PSB      | Dinant-Philippeville      | |
| Jean Coulonvaux                | PVV-PLP      | Dinant-Philippeville      | |
| Maurice Jaminet                | CVP-PSC      | Namen                     | Secretaris. |
| Léon Remacle                   | CVP-PSC      | Namen                     | |
| Louis Namèche                  | BSP-PSB      | Namen                     | |
| Emile Lacroix                  | BSP-PSB      | Namen                     | |
| Charles Poswick                | PVV-PLP      | Namen                     | |